# Igor Sergeyev
Igor Sergeyev (Tashkent, 30 aprile 1993) è un calciatore uzbeko, attaccante del Paxtakor e della nazionale uzbeka.

## Carriera

### Club
Gioca nel Paxtakor, squadra della massima serie uzbeka; nel 2013 ha giocato 6 partite nella AFC Champions League, senza mai segnare.
Nel 2015 è stato capocannoniere del campionato uzbeko; in seguito, ha giocato anche nella prima divisione kazaka.
Dopo una breve parentesi all'Aqtöbe, il 19 luglio 2021 si trasferisce al Tobyl.

### Nazionale
Nel 2012 con la nazionale under-19 raggiunge le semi-finali dell'Campionato asiatico di calcio Under-19 2012 vincendo il titolo di capocannoniere con 9 realizzazioni; partecipa ai Mondiali Under-20 del 2013, andando anche a segno nella prima partita della fase a gironi. Gioca poi da titolare anche nella seconda partita della fase a gironi, pareggiata 1-1 contro la Croazia. Segna il suo secondo gol nel torneo negli ottavi di finale, contribuendo così alla vittoria per 3-1 sulla Grecia; gioca poi da titolare anche nella partita persa per 4-0 contro la Francia nei quarti di finale. Il 10 settembre 2013 fa il suo esordio con la Nazionale maggiore, giocando gli ultimi 31 minuti della partita pareggiata per 1-1 contro la Giordania, valida per le qualificazioni ai Mondiali del 2014.

## Palmarès

### Club

#### Competizioni nazionali
- Campionato uzbeko: 5

Paxtakor: 2012, 2014, 2015, 2019, 2020
- Thai League Cup: 1

BG Pathum Utd: 2024

### Individuale
- Capocannoniere del campionato uzbeko: 1

2015 (23 gol)